# 阳明堡机场
阳明堡机场位于山西省忻州市代县阳明堡镇小茹解村村南一带，是一个已经废弃的军用机场。1937年9月建成，但不久后即被日军占领，作为日军占领山西各地的基地。史料记载，1937年10月19日，八路军曾突袭炸毁该机场内的24架日本飞机。